# Seznam generálních vikářů litoměřické diecéze
Seznam generálních vikářů litoměřické diecéze

## Funkční období generálních vikářů litoměřické diecéze
| Portrét | Funkční období | Jméno | Litoměřický biskup (funkční období)                                                                                 |
| ------- | -------------- | --- | --- |
|         | 1655           | Baltazar Pietsch (českolipský děkan a zastupující generální vikář)                                                                                        | Maxmilián Rudolf Schleinitz (1655–1675)                                                                             |
|         | 1656–1676      | Tobiáš Březina (1. generální vikář litoměřické diecéze)                                                                                                   | Maxmilián Rudolf Schleinitz (1655–1675)                                                                             |
|         | 1676–1680      | Ondřej Xaver Fromm | Jaroslav Ignác Šternberk (1676–1709)                                                                                |
|         | 1680–1695      | Michael Ernst Beer | Jaroslav Ignác Šternberk (1676–1709)                                                                                |
|         | 1696–1711      | nezjištěno | Jaroslav Ignác Šternberk (1676–1709)                                                                                |
|         | 1712–1714      | Tobiáš Hübner | Hugo František Königsegg-Rottenfels (1711–1720)                                                                     |
|         | 1715–1720      | Gottfried Hoffer z Lobenštejnu | Hugo František Königsegg-Rottenfels (1711–1720)                                                                     |
|         | 1721–1744      | Friedrich (Bedřich) Reintsch | Jan Adam Vratislav z Mitrovic (1721–1733) Mořic Adolf Saský (1733–1759)                                             |
|         | 1745–1748      | Jan Václav Regner z Kličína | Mořic Adolf Saský (1733–1759)                                                                                       |
|         | 1748–1755      | Bernard Fischer | Mořic Adolf Saský (1733–1759)                                                                                       |
|         | 1755–1772      | Jan Ignác Jarschel | Mořic Adolf Saský (1733–1759) Emanuel Arnošt z Valdštejna (1760–1789)                                               |
|         | 1772–1794      | Vavřinec Slavík | Emanuel Arnošt z Valdštejna (1760–1789) Ferdinand Kindermann (1790-1801)                                            |
|         | 1795–1801      | neobsazeno | Emanuel Arnošt z Valdštejna (1760–1789) Ferdinand Kindermann (1790-1801)                                            |
|         | 1801–1802      | Josef František Hurdálek | Václav Leopold Chlumčanský z Přestavlk a Chlumčan (1802–1815)                                                       |
|         | 1802–1815      | neobsazeno | Václav Leopold Chlumčanský z Přestavlk a Chlumčan (1802–1815)                                                       |
|         | 1815–1816      | František Piller | Václav Leopold Chlumčanský z Přestavlk a Chlumčan (1802–1815)                                                       |
|         | 1816–1821      | neobsazeno | Josef František Hurdálek (1815–1822)                                                                                |
|         | 1822–1825      | František Xaver Faulhaber | Vincenc Eduard Milde (1823–1832) Augustin Bartoloměj Hille (1832–1865)                                              |
|         | 1825–1859      | Václav Kára | Vincenc Eduard Milde (1823–1832) Augustin Bartoloměj Hille (1832–1865)                                              |
|         | 1860–1862      | Josef Pfeifer | Augustin Bartoloměj Hille (1832–1865)                                                                               |
|         | 1862–1875      | Josef Ackermann | Augustin Bartoloměj Hille (1832–1865) Augustin Pavel Wahala (1866-1877)                                             |
|         | 1876–1877      | nezjištěno | Augustin Bartoloměj Hille (1832–1865) Augustin Pavel Wahala (1866-1877)                                             |
|         | 1878–1879      | Alois Hille | Antonín Ludvík Frind (1879–1881)                                                                                    |
|         | 1879–1886      | Jan Nepomuk Řehák | Antonín Ludvík Frind (1879–1881) Emanuel Jan Křtitel Schöbel (1882–1909)                                            |
|         | 1886–1900      | František Demel | Emanuel Jan Křtitel Schöbel (1882–1909)                                                                             |
|         | 1901–1904      | Josef Seifert | Emanuel Jan Křtitel Schöbel (1882–1909)                                                                             |
|         | 1905–1920      | Raimund Fuchs | Emanuel Jan Křtitel Schöbel (1882–1909) Josef Gross (1910–1931)                                                     |
|         | 1920–1929      | Antonín Čech (* 1860, děkanem katedrály od roku 1902, 1. světícím biskupem litoměřické diecéze od roku 1923, generálním vikářem do roku 1929, kdy zemřel) | Josef Gross (1910–1931)                                                                                             |
|         | 1929–1939      | Adolf Šelbický (v roce 1939, musel na všechny funkce jakožto Čech z politických důvodů rezignovat)                                                        | Josef Gross (1910–1931) Antonín Alois Weber (1931–1947)                                                             |
|         | 1939–1946      | Franz Wagner (pro německy mluvící část diecéze) | Antonín Alois Weber (1931–1947)                                                                                     |
|         | 1939–1947      | Josef Kuška (pro česky mluvící část diecéze) | Antonín Alois Weber (1931–1947)                                                                                     |
|         | 1947–1950      | František Vlček; vybaven „mexickými fakultami“ | Štěpán Trochta (1947–1974)                                                                                          |
|         | 1948–1950      | František Rabas; vybaven „mexickými fakultami“; (+ tajný generální vikář Josef Hádek)                                                                     | Štěpán Trochta (1947–1974)                                                                                          |
|         | 1951–1968      | Eduard Oliva (ve funkci kapitulního vikáře řídil diecézi, diecézní biskup byl komunistickou totalitní mocí internován)                                    | Štěpán Trochta (1947–1974)                                                                                          |
|         | 1968–1974      | Tomáš Holoubek | Štěpán Trochta (1947–1974)                                                                                          |
|         | 1975–1989      | Josef Hendrich (ve funkci kapitulního vikáře řídil diecéze z důvodu sedisvakance)                                                                         | Josef Hendrich (ve funkci kapitulního vikáře řídil diecéze z důvodu sedisvakance)                                   |
|         | 1990–1996      | Milan Bezděk | Josef Koukl (1989–2004)                                                                                             |
|         | 1996–2008      | Karel Havelka | Josef Koukl (1989-2004) Pavel Posád (2004–2008) Dominik Duka (apoštolský administrátor 2004–2008) Jan Baxant (2008) |
|         | 2009–2016      | Stanislav Přibyl | Jan Baxant (2008–2024)                                                                                              |
|         | 2016–2024      | Martin Davídek | Jan Baxant (2008–2024)                                                                                              |
|         | od r. 2024     | Radek Jurnečka | Stanislav Přibyl (od r. 2024)                                                                                       |